# كارامو براون
كارامو كاريجا براون (من مواليد 2 نوفمبر 1980)، هو مقدم تلفزيوني أمريكي وشخصية تلفزيونية واقعية ومؤلف وممثل وناشط. بدأ مسيرته المهنية عام 2004 في برنامج إم تي في الواقعي "العالم الحقيقي: فيلادلفيا"، ليصبح أول رجل داكن البشرة مثلي الجنس يمثل في برنامج واقعي. يمثل الآن في مسلسل "عين غريبة" على نتفليكس، الذي يؤدي فيه دور خبير ثقافي.

## حياته
وُلد براون في هيوستن بولاية تكساس، ولديه ثلاث شقيقات أكبر منه سنًا. نشأ في كورال سبرينغز بولاية فلوريدا، وهو من أصل جامايكي وكوبي. تخرج في مدرسة مارجوري ستونمان دوجلاس الثانوية في باركلاند عام 1999. ظهر كشاذ في سن الخامسة عشرة. بعد إطلاق النار في المدرسة عام 2018، أصبح براون عضوًا نشطًا في حركة "لن تعود م س د مرة اخرى" التي بدأها الطلاب بغرض الدفاع عن تشريع جديد للتحكم في الأسلحة. تخرج براون من جامعة فلوريدا إيه آند إم، وهي إحدى الجامعات المنشئة لذوي البشرة السوداء، كما عمل في الخدمات الاجتماعية لما يقرب عقد من الزمن بعد برنامج "العالم الحقيقي: فيلادلفيا". في عام 2007، تم إخطار براون بأنه والد جايسون البالغ من العمر عشر سنوات، وتلقى الوصاية عليه في نفس العام. انتقل براون إلى لوس أنجلوس مع ولديه عام 2011 حيث يقيمون الآن. في مايو 2018، أصبح براون مخطوبًا لشريكه المخرج إيان جوردان لمدة ثماني سنوات. انفصلوا وديًا في يونيو 2020.

## مسيرته الفنية

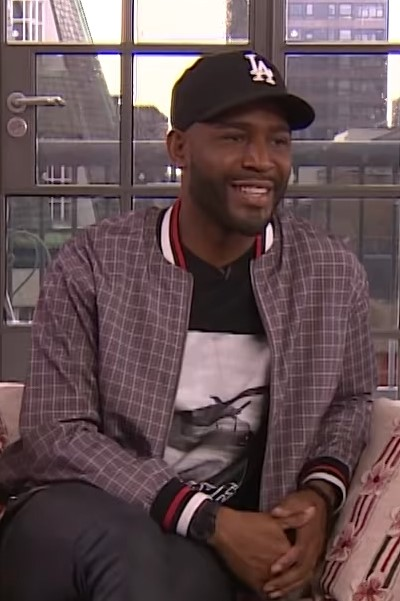
براون على MTV International في عام 2019

اشتهر كارامو بظهوره التلفزيوني لأول مرة في سلسلة إم تي في الواقعية عام 2004، ليصبح أول رجل أسود مثلي الجنس يظهر على تلفزيون الواقع. عاد براون إلى تلفزيون الواقع على "تلفزيون واحد" في برنامج "التالي: 15" عام 2016، رفقة خمسة من نجوم تلفزيون الواقع الآخرين. كان براون مقدماً مساهمًا في برنامج "دكتور درو أون كول" على قناة "إش إل إن"، وبرنامج ذا يونغ توركس على يوتيوب. عمل أيضا كمقدم ومنتج لـجريدة "هافينغتون بوست" وكمقدم لبرنامج آكسيس هوليوود. عام 2014، أصبح براون مقدمًا ومنتجًا لبرنامج "العرض الخاص". نشر براون مذكرات له في مارس 2019 بعنوان"كارامو: قصتي في احتضان الهدف والشفاء والأمل". في عام 2019، شارك براون في الموسم الثامن والعشرين من مسابقة الرقص مع النجوم، بالاشتراك مع الراقصة المحترفة جينا جونسون، وتم استبعادهما. بدءًا من عام 2018، شارك براون بعضًا من أفضل نصائحه حول تعزيز احترام الذات للطلاب في جامعات متعددة. في عام 2020 ، تعاون براون مع خريجي شركة "أونيست كومباني"، وهي علامة تجارية متميزة للعناية الشخصية للرجال الصلع.، وفي ذات العام، اُختير براون في قائمة أقوى 100لمجلة إبوني.

## الأعمال

### الأفلام
| عام  | عنوان                               | دور          | ملحوظات   |
| ---- | ----------------------------------- | ------------ | --------- |
| 2001 | يوميات الاميرة                      | مدرسة الطبال | فيلم      |
| 2014 | يستند                               | كارامو       | فيلم قصير |
| 2018 | مرئي: الشتات الكاريبي (مجتمع الميم) | كارامو       | فيلم      |